# Sušinoko
Sušinoko je sladkokyselá omáčka, používaná pro dochucení rýže při výrobě sushi. Je směsí rýžového octa, cukru, soli a vmícháním do uvařené rýže tvoří jednu hlavních chuťových složek sushi (suši v doslovném překladu z japonštiny znamená „kyselá rýže“) a také základ sushi jako takového.
Omáčka sushinoko se vyrábí smícháním následující směsi:
- 4 polévkové lžíce rýžového octa
- 1,5 polévkové lžíce cukru (ideální je nerafinovaný, nebo třtinový cukr)
- 0,5 kávové lžičky soli

Pro snadnější rozpuštění soli a cukru lze ocet mírně zahřát, nebo rozpustit tyto složky v jedné polévkové lžíci vařící vody.
Hotová omáčka se vmíchá do uvařené rýže a tím tvoří základ pro sushi – suši rýže – nazývané sushi-meshi (japonsky: 鮨飯, nebo také Su-meshi 酢飯, shari 舎利, nebo gohan ご飯).
Omáčka sushinoko je také nabízena různými prodejci již hotová k okamžitému použití v lahvích, nebo v podobě instantního prášku.